# 朝日ウッドテック
朝日ウッドテック株式会社（あさひウッドテック、英：Asahi Woodtec Co., Ltd.）は大阪府大阪市に本社を置く、木質内装建材のメーカーである。フローリングや壁材を主に扱う。みどり会の会員企業であり、三和グループに属している。

## 概要
1913年、大阪船場で創業した銘木商である霜寅銘木店をルーツに持ち、1952年に創立されて以来、「銘木の大衆化」という視点からものづくりを行っている。2012年、創立60周年記念して、建築・住宅業界の限定イベント「時を越える価値」を大阪市北区の大阪国際会議場で開催した。天然木化粧複合床材として初めて「グッドデザイン賞」を受賞した「ライブナチュラルプレミアム」をはじめ、新製品の内装建材が展示された。大阪府泉北郡忠岡町の忠岡コンビナートに4つの工場と、大阪府和泉市テクノステージに工場が存在する。2013年、奈良県五條市の北宇智工業団地にフローリング材の工場を建設することが発表された。この工場の面積は6万6千平方メートルは県南部では最大サイズの規模であり、同年9月操業開始とされた。北宇智工業団地の工場の従業員は35人の予定で10－15人を県内で雇用する予定とされた。奈良県への工場建設の目的は、海堀（かいぼり）芳樹社長によると、事業の継続性から内陸への工場の立地が必要と考え２拠点態勢で事業を行うためであるとされた。奈良県は固定資産投資額の10％や埋蔵文化財調査などの経費を補助する「企業活力集積促進補助金」などで約1億2000万円の補助を行った。

## 歴史
- 1913年（大正2年）- 当社源流となる銘木商「霜寅商店」を創業。
- 1952年（昭和27年）- 「銘木の大衆化」を創立理念に掲げ、朝日特殊合板株式会社を設立[5]。
- 1962年（昭和27年）- 化粧表面のヒワレを防止する新技術「APOC（アポック）」を開発。
- 1972年（昭和47年）- 積層技術の開発により乱尺デザインフロアを開発。
- 1983年（昭和58年）- 「銘木カラーフロア」の規格品を発売。
- 1985年（昭和60年）- マンション用遮音直貼りフロアを発売。
- 1988年（昭和63年）- 朝日ウッドテック株式会社に商号を変更。床暖房に対応した木質フロア「ネダレスHOT」を発売。
- 2001年（平成13年）- 耐傷性を高めた新構成フロア「ニューフォルテ」を発売。
- 2002年（平成14年）- 天然木の本質美を追究した突板化粧フロア「ライブナチュラル」を発売。
- 2010年（平成22年）- 「インタフィットウォールシステム杉・桧」が初めて2010年度グッドデザイン賞を受賞。
- 2012年（平成24年）- 無垢材挽き板化粧フロア「ライブナチュラル プレミアム」を発売。「ライブナチュラル プレミアム」が天然木化粧複合フローリング初のグッドデザイン賞を受賞。
- 2013年（平成25年）- マンション用の無垢材挽き板化粧フローリング「ライブナチュラルプレミアムL45」が2013年度グッドデザイン賞、「ライブナチュラルプレミアム」が2013年度キッズデザイン賞を受賞。
- 2015年（平成27年）- 国産材を使用した壁材「クールジャパン」がウッドデザイン賞を受賞。
- 2020年（令和2年）- SIAAの基準に適合した「抗ウイルス・抗菌フローリング」を発売。
- 2021年（令和3年）- 5つの衛生性能を備えた機能ブランド「HYGIENIC（ハイジェニック）」商品を発売。
- 2022年（令和4年）- LiveNaturalプレミアムがフローリングとして史上初のグッドデザイン賞・ロングライフデザイン賞を受賞。広葉樹の小径木を活用した「Live Natural Premium オール国産材」を発売、ウッドデザイン賞2022を受賞[6]。

## 商品
ライブナチュラル プレミアム (Live Natural Premium)
天然木の「無垢材」を贅沢に使用した銘木の美しさと、床暖房対応などの機能性を兼ね備えたフロア。
「無垢材挽き板化粧フロア」と呼んでいる。
ライブナチュラル (Live Natural)
自然な木味の美しさで、床材への価値観を一新した天然木突き板化粧フロア。
クールジャパン (Cool Japan)
杉や桧などの国産材を活用した壁材。デザインだけでなく、調湿機能を持っている。
グッドデザイン賞を受賞している。

## 関連会社
- 朝日銘木株式会社
- ATC株式会社